# Saison 1 de Santa Clarita Diet
Chronologie
Saison 2
Cet article présente le guide des épisodes de la première saison de la série télévisée Santa Clarita Diet.

## Généralités
L’ensemble des dix épisodes de la saison, sont disponibles depuis le 3 février 2017 sur Netflix.

## Distribution

### Acteurs principaux
- Drew Barrymore (VF : Laura Préjean) : Sheila Hammond
- Timothy Olyphant (VF : Jean-Pierre Michaël) : Joel Hammond
- Liv Hewson (VF : Camille Donda) : Abby Hammond, fille de Sheila et Joel
- Skyler Gisondo (VF : Pierre-Henry Prunel) : Eric Bemis

### Acteurs récurrents
- Richard T. Jones (VF : Frantz Confiac) : Rick
- Mary Elizabeth Ellis (VF : Marie-Laure Dougnac) : Lisa Palmer
- Ricardo Chavira (VF : Bernard Gabay) : le shérif-adjoint Dan Palmer, voisin de Sheila et Joel
- Joy Osmanski (en) (VF : Claire Baradat) : Alondra
- Thomas Lennon (VF : Emmanuel Curtil) : le principal Novak

### Invités
- Nathan Fillion (VF : Guillaume Orsat) : Gary West
- Grace Zabriskie (VF : Michèle Bardollet) : Mme Bakavic
- DeObia Oparei (VF : Thierry Desroses) : Loki Hayes
- Natalie Morales (VF : Barbara Beretta) : Anne Garcia
- Patton Oswalt (VF : Tugdual Rio) : Dr Charles Hasmedi
- Portia de Rossi (VF : Laura Blanc) : Dr Cora Wolfe
- Ravi Patel (VF : Franck Sportis) : Ryan
- Patricia Belcher (VF : Françoise Pavy) : Roberta
- Terry Walters (VF : Marianne Leroux) : Mia
- Ryan Hansen : Bob Jonas

## Épisodes

### Épisode 1:Une chauve-souris ou un singe?
- : 3 février 2017 sur Netflix[1]

Nathan Fillion : Gary

### Épisode 2:On ne peut pas tuer des gens
- : 3 février 2017 sur Netflix

### Épisode 3:On peut tuer des gens
- : 3 février 2017 sur Netflix

### Épisode 4:Espèce de touriste sexuel pétomane
- : 3 février 2017 sur Netflix

### Épisode 5:Homme manger humain
- : 3 février 2017 sur Netflix

- Grace Zabriskie : Baka
- DeObia Oparei : Locki

### Épisode 6:Le souci du détail
- : 3 février 2017 sur Netflix

### Épisode 7:Étrange ou manque de considération
- : 3 février 2017 sur Netflix

Natalie Morales : Anne Garcia

### Épisode 8:En quelle quantité exactement?
- : 3 février 2017 sur Netflix

Natalie Morales: Anne Garcia , DeObia Oparei : Locki

### Épisode 9:Le livre!
- : 3 février 2017 sur Netflix

- Portia de Rossi : Dr Cora Wolfe
- Derek Waters : Anton

### Épisode 10:Baka, bile et battes de baseball
- : 3 février 2017 sur Netflix

Portia de Rossi : Dr Cora Wolfe